# Cionidae
Cionidae — rodzina żachw z rzędu Enterogona, podrzędu Phlebobranchia.
Do rodziny zalicza się jeden rodzaj z dwoma gatunkami:
- Ciona Fleming, 1822
  - Ciona intestinalis (Linnaeus, 1767) 
  - Ciona mollis Ritter, 1907